# Маалуф, Амин
Амин Маалуф (фр. Amin Maalouf, родился 25 февраля 1949, Бейрут) — французский писатель ливанского происхождения.

## Биография
Из образованной франкоязычной семьи, отец — журналист, поэт и художник. Предки Амина со стороны отца — мелькиты, со стороны матери — марониты из Стамбула. Учился экономике и социологии, занимался журналистикой. C 1976 года вместе с семьёй живёт во Франции. Яркий представитель современной французской прозы, чьи произведения переведены уже на двадцать семь языков. Считает, что преодоление культурных различий является, возможно, главной проблемой в мире, как на глобальном, так и на местном уровне.

## Творчество
- Léon l'Africain (1986, роман о жизни Льва Африканского),
- Samarcande (1988)
- Les Jardins de lumière (1991)
- Le Premier Siècle après Béatrice (1992)
- Le rocher de Tanios (1993; Скала Таниоса, Гонкуровская премия)
- Les Échelles du Levant (1996; Врата Леванта. Роман о нетерпимости, прощении и стойкости духа)
- Le Périple de Baldassare (2000; Странствие Бальдасара)
- L'Amour de loin (2001; Далёкая любовь, роман лёг в основу одноимённой оперы Кайи Саариахо)
- Origines (2004)

## Признание
Обладатель престижнейшей литературной награды Франции Гонкуровской премии (1993). Европейская премия Шарля Вейонна за эссеистику (1999). Литературная премия принца Астурийского (2010). В 2011 году стал членом Французской академии, заняв освободившееся со смертью Клода Леви-Стросса 29-е кресло.